# Списак епизода серије Шта волим код тебе

Следи списак епизода комедије ситуације Шта волим код тебе. Серију је приказивао The WB од 20. септембра 2002. до 24. марта 2006. године, а састоји се од 4 сезоне које чине 86 епизода.

## Преглед серије
| Сезона | Сезона | Епизоде | Епизоде | Оригинално емитовање | Оригинално емитовање |
| Сезона | Сезона | Епизоде | Епизоде | Премијера            | Финале               |
| ------ | ------ | ------- | ------- | -------------------- | -------------------- |
|        | 1.     | 22      | 22      | 20. септембар 2002.  | 9. мај 2003.         |
|        | 2.     | 22      | 22      | 11. септембар 2003.  | 7. мај 2004.         |
|        | 3.     | 24      | 24      | 17. септембар 2004.  | 20. мај 2005.        |
|        | 4.     | 18      | 18      | 16. септембар 2005.  | 24. март 2006.       |